# منال المسفر
منال المسفر (۴ نوامبر ۱۹۷۷ – ۱ نوامبر ۲۰۲۳) که با نام جواهر (عربی: جواهر‎) شناخته می‌شد، بازیگر اهل کویت بود.

## حرفه
جواهر نخستین نقش‌آفرینی خود را در نمایش کودکانِ خفاش انجام داد. او در اواخر دههٔ ۱۹۹۰ در چهار مجموعهٔ تلویزیونی ایفای نقش کرد، سپس برای چند سال از بازیگری کناره‌گیری نمود. او دوباره از سال ۲۰۰۳ تا ۲۰۰۵ و از ۲۰۱۰ تا ۲۰۱۸ به حرفه بازیگری بازگشت.

## زندگی شخصی و مرگ
در فوریهٔ ۲۰۲۰، جواهر اعلام کرد که به سرطان معده مبتلا شده است. او برای درمان به لندن رفت و سپس در اواخر سال ۲۰۲۳ به کویت بازگشت. جواهر در ۱ نوامبر ۲۰۲۳ در سن ۴۵ سالگی بر اثر سرطان درگذشت.